# Pibloktoq
Pibloktoq, Piblokto oder die arktische Hysterie ist eine Verhaltensstörung, die bei den Eskimos im Osten Kanadas und auf Grönland, um den Polarkreis oder nördlich davon auftritt.
Meist wird Pibloktoq als kulturgebundene psychische Störung interpretiert, wenngleich auch schon eine Vitamin-A-Hypervitaminose als mögliche Ursache diskutiert wurde, zumal ein ähnliches Verhalten auch bei Hunden vorkommen soll.

## Symptomatik
Das Prodromalstadium ist gekennzeichnet durch Rückzug über Stunden bis Tage, gefolgt von außergewöhnlicher Verwirrtheit und Erregtheit für bis zu 30 Minuten, dem eigentlichen Anfall, in dem die Kleider ausgezogen oder heruntergerissen werden, die Person sich im Schnee wälzt, Gegenstände zerstört werden und anderes irrationales und selbstgefährdendes Verhalten möglich ist, wobei es jedoch selten zu tatsächlichen Verletzungen komme.  Glossolalie, Echolalie und Echopraxie, in einzelnen Fällen auch Essen von Kot (Koprophagie) wird beobachtet. Dem Anfall folgt ein Bewusstseinsverlust von bis zu 12 Stunden, für das Ereignis selbst besteht eine Amnesie (Gedächtnislücke).
Einige Inuit sollen solche Anfälle öfter haben, während es bei anderen bei einem einzigen derartigen Ereignis bleibt.

## Rezeption
Mehrere Autoren haben sich kritisch mit der Existenz von Pibloktoq auseinandergesetzt. Lyle Dick bezeichnete das Syndrom als „Phantomphänomen“, bereits der Begriff sei nicht in der Sprache nachzuweisen. Simons und Hughes halten ihn für einen Sammelbegriff, unter dem Forscher alle möglichen Verhaltensweisen zusammenfassten. Die Verhaltensstörung Ufufuyane, eine speziell bei den Zulus auftretende Störung, zeigt ein zur arktischen Hysterie verwandtes Krankheitsbild.